# Pristiophorus japonicus
O Pristiophorus japonicus é uma espécie de tubarão-serra, pertencente a família Pristiophoridae, encontrado a noroeste do Oceano Pacífico, ao redor do Japão, Coreia e China do norte entre as latitudes 48° N e 22° N, desde a superfície até aos 500 m.